# Nightstick
Nightstick è un film per la televisione canadese del 1987 diretto da Joseph L. Scanlan.

## Trama
Un poliziotto di nome Jack Calhourn vuole impedire che alcuni criminali facciano radere al suolo New York con una nitroglicerina.